# Rio Dolu
O Rio Dolu é um rio da Romênia, afluente do Almaş, localizado no distrito de Sălaj.